# Margułan Äsembekow
Margułan Äsembekow (kaz. Маргулан Ержанулы Асембеков; ur. 13 grudnia 1983) – kazachski zapaśnik w stylu klasycznym. Czterokrotny uczestnik mistrzostw świata, piąty w 2005. Dziewiąty na igrzyskach azjatyckich w 2002 i 2006. Sześć medali na mistrzostwach Azji, złoty w 2005 i 2006. Drugi w Pucharze Azji w 2003 roku. Drugi w Pucharze Świata w 2005 i 2009; czwarty w 2003 i piąty w 2011. Mistrz uniwersjady w 2005 roku.